# Гай Апроний
Гай Апроний (Gaius Apronius) е политик на Римската република през 5 век пр.н.е.
Произлиза от плебейската фамилия Апронии.
През 449 пр.н.е. Гай Апроний e народен трибун заедно с още девет колеги:
Марк Дуилий, Луций Ицилий, Публий Нумиторий, Гай Опий, Марк Помпоний, Гай Сициний, Марк Тициний, Луций Вергиний и Апий Вилий.
От 451 пр.н.е. Рим се управлява чрез децемвират Decemviri Consulari Imperio Legibus Scribundis.
Понеже вторите децемвири (от 450 до 449 пр.н.е.) не искат да напуснат след свършването на службата си, започва бунт на населението против децемвирата, който насила смъква децемвирите от 449 пр.н.е. Така се прекратява съществуването на децемвирата и се въвежда отново magistratus ordinarii.